# 公山城

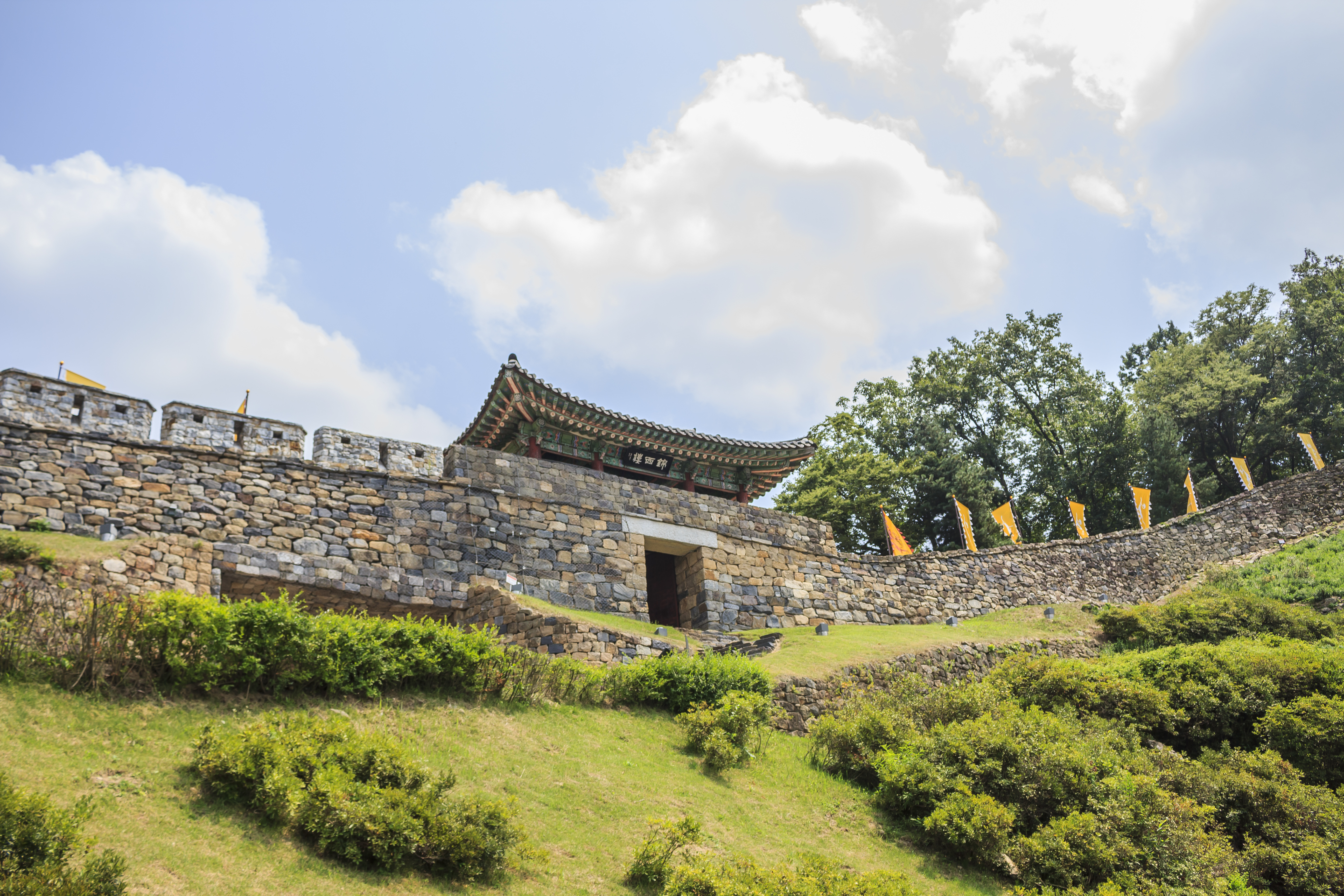
公山城

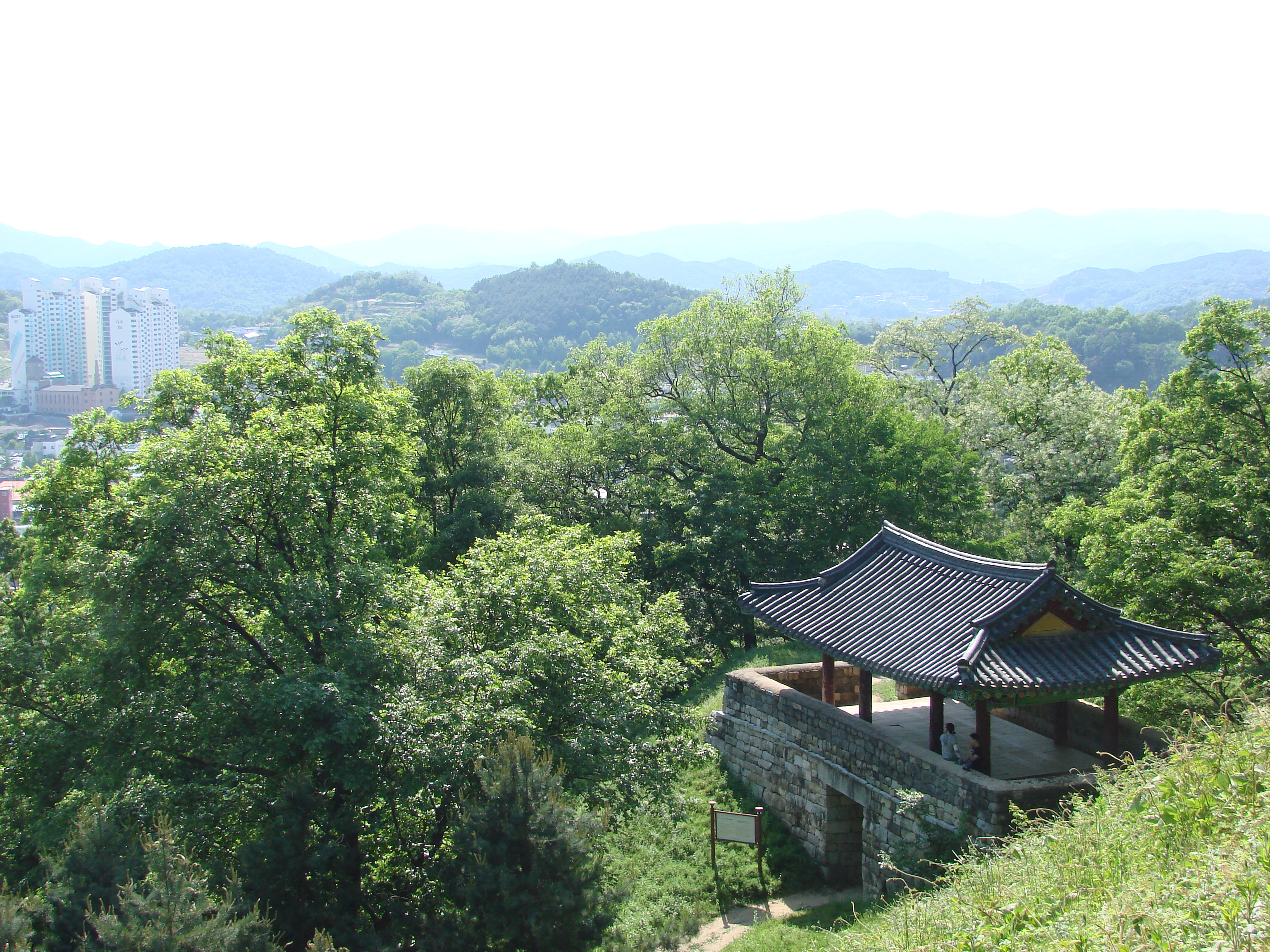
公山城・公山亭

公山城（コンサンソン、韓国語：공산성）は、大韓民国忠清南道公州市郊外の山に築かれた百済時代の山城。

## 概要
公州市街と錦川に隣接する山に築かれた周囲長約2,660mの城壁に囲まれた山城。復元された城壁内には世祖4年（1458年）に創建された霊隠寺がある。
百済の首都が熊津（ウンジン、現在の公州）であった時代の山城であり、文周王が475年（文周王元年）に漢城（現在のソウル）から遷都した際に建造、その後538年（聖明王16年）に扶余に遷都するまで64年間に渡り、王都の防衛設備であった。熊津城とも呼ばれる。
北側を錦川に隣接し、東西に800m、南北に400mの長方形をなしている。高麗時代より「公山城」と呼ばれるようになった。従来は土城だったが、李氏朝鮮の宣祖、仁祖時代に石城に改築された。
域内には、錦西楼、鎮南楼、拱北楼、双樹亭、明国三将碑、双樹山城史跡碑、霊隠寺、蓮池、挽河楼、臨流閣、光復楼等の建造物、石碑がある。